# Wechsel (Lyrik)
Der Begriff Wechsel bezeichnet eine Gruppe mittelalterlicher lyrischer Texte verschiedener Autoren. Kennzeichnend für den Wechsel als Subtyp des Minneliedes ist das Nebeneinanderstehen monologischer Männer- und Frauenstrophen.

## Zum Gattungsbegriff
Der Wechsel ist keine klar umrissene Gattung der mittelalterlichen Lyrik. Gattungen sind „als Gruppen oder historische Familien zu verstehen. Sie können als solche nicht […] definiert, sondern nur historisch bestimmt, abgegrenzt und beschrieben werden.“ (Jauss: Alterität und Modernität der mittelalterlichen Literatur, S. 330).
Eine adäquate Definition scheint problematisch, wie die Varianten der Gattungsdefinition in der Fachliteratur zeigen. Obwohl der Monolog als konstitutives Merkmal für den Wechsel gilt, ist sich die Forschung seltsam uneinig darüber, was als Monolog zu bezeichnen ist und wo somit die Grenzen der Gattungsbezeichnung liegen. Aufgrund dieser terminologischen Probleme soll kurz erläutert werden, wie der Gattungsbegriff im Folgenden verwendet wird: Die Gattungsbezeichnung Wechsel kann nicht auf Ebene der Gattungen Minnesang, Spruchdichtung oder Höfischer Roman angesiedelt werden. Sie muss im Sinne von Subgattung/Liedtyp verstanden werden, linguistisch ist sie als Textsorte zu bezeichnen und so auch über ihre kommunikative Leistung zu definieren. Der Wechsel gehört also neben Werbelied, Frauenmonolog und Dialoglied zu den Subtypen des hochmittelalterlichen Minneliedes.

## Definition und Entwicklung
In seiner Grundform ist der Wechsel zweistrophig, tritt aber vielfach variiert und erweitert auf. Nicht nur die Strophenanzahl, auch die Rollenverteilung ist nicht streng festgelegt. Es gibt mindestens zwei Sprecher: Ritter und Dame. Die jeweilige Äußerung umfasst mindestens eine ganze Strophe. Dieses Kriterium grenzt einfache Monologe und z. T. auch dialogische Sprecherwechsel vom Wechsel ab. Durch die vorgegebenen Personen ergeben sich Frauen- und Männerstrophen. Dabei sind Modifizierungen und Erweiterungen möglich. Das zweite strukturelle Merkmal des Wechsels ist die monologische Sprechhaltung. Inhaltlich festgelegt wird meist die Darstellung von (Liebes)-Gefühlen. Die einzelnen Strophen stimmen nicht nur im metrischen Bau überein, sondern weisen auch eine Übereinstimmung in Thematik und Situation auf.
Die Bezeichnung „ain wechsell“ findet sich erstmals in der Neidhart-Handschrift c, bezeichnet hier aber sogenannte „Gespielinnen-Gespräche“ und Mutter-Tochter-Gespräche, in diesem Fall also Dialoglieder. Das Dialog- oder Gesprächslied findet sich vermehrt im 13. Jh., also gerade zu jener Zeit, in welcher der Wechsel aus der Literaturgeschichte verschwindet. Ob sich die Gattung des Wechsels in Richtung Dialoglied entwickelte, oder bereits in der Frühphase ein Nebeneinander von Wechsel und Gesprächslied zu konstatieren ist, ist bislang umstritten.
Auch in der Spätphase des Wechsels bleibt seine Monologizität konstitutiv, scheindialogische Äußerungen auf struktureller Ebene (Inquit, Apostrophe) sind selten. Im Spätmittelalter nimmt die Konkurrenz durch die Entstehung neuer Liedtypen und Gattungen zu, welche auch die Gattung Wechsel beeinflussen. Für die monologische Struktur ergibt sich somit ein Problem durch die Wandlung der Gattung. Die Handlung kann nicht mehr statisch und die Situation nicht mehr abstrakt bleiben, eine Einbettung in konkrete Situationen ist nur selten, z. B. durch die Kreuzzugsthematik, möglich; eine weitere Entwicklung im Sinne einer Dramatisierung wird erschwert. Die Wechsel Walthers von der Vogelweide sind meist streng monologisch, eine Ausnahme ist L 70,22, welches sehr dicht an der Grenze des Dialog steht. Bei Walther tritt auch das strophische Dialoglied auf. Durch die Übernahme dieses strukturellen Merkmals des Wechsels in die Gattung des Gesprächslieds, findet hier ein Übergang zum Dialog und eine Gattungskontamination (aber keine lineare Entwicklung vom Wechsel zum Dialoglied) statt.

## Der Wechselmonolog und Dialog
Als zentraler Punkt jeder Definition der Gattung Wechsel an sich gilt die Monologizität. Scheindialogische Redeweise, bspw. durch den Auftritt eines Boten, wirft Gattungsfragen auf. Auch monologische Dialoglieder bewegen sich im Peripheriebereich vieler Definitionsversuche. Versteht man den Monolog als Selbstgespräch, müsste die direkte Anrede und Formen der 2. Person Sg. ausgeschlossen werden. Innerhalb des Monologs können dialogische Merkmale auftreten und die monologische Sprechhaltung infrage stellen:
Das innere Kommunikationssystem kann durchbrochen werden, indem der Sänger direkt das Publikum anspricht. Auch wo Inquit-Formeln verwendet werden, welche eine vorgetragene Rede zum Bericht machen und durch diese Tendenzen der Episierung der Minnelyrik auch Grenzen der Fiktionalität berühren, ist die Sprechhaltung nicht mehr rein monologisch.
Der Sänger kann ebenso eine reale oder fiktive Person anreden (Apostrophe); so erscheinen dann Formen der 2. Pers. Sg., welche nach einigen Wechseldefinitionen schon gattungssprengend wären, besonders wenn der/die Geliebte selbst oder ein Bote angesprochen wird. Dialogisches Sprechen definiert sich nicht unbedingt durch die Anwesenheit eines Gegenübers, sondern durch dessen Äußerung, welche direkten Bezug nimmt auf das vorher Gesagte (Gegenrede) und erst so gattungsdifferenzierend wird. Bleibt das Gegenüber stumm, herrscht keine dialogische Sprechsituation.
Der Dialog an sich zeichnet sich aus durch die Gegensätzlichkeit zweier oder mehrerer Sprecher, Meinungen oder Standpunkte, es wird auf diese Art ein Diskurs dargestellt. Der Monolog stellt dagegen einen einzelnen Standpunkt, Emotionen oder Reflexionen dar. Die monologische Sprechhaltung ist schon situativ durch die zeitliche oder räumliche Trennung der Minnenden gegeben. So hat der Monolog durch die Vermittlung von Gefühlswerten eine affektive Funktion (statt einer diskursiven) inne.
Der Dialog stellt eine Nachahmung einer Gesprächssituation dar (nach realem Vorbild), Formen der 2. Person Sg. treten natürlich auf. Im Dialog sind Zeit und Raum nicht wie im Monolog beliebig, die Personenrede erfolgt immer diachron. Auch wenn ein Erzähler auftritt, welcher zeitliche Distanz zwischen den einzelnen Äußerungen schafft, verlaufen Zeit und Handlung immer linear. Die monologischen Wechselstrophen definieren sich gerade durch die zeitliche und/oder räumliche Distanz, obwohl eine Simultanität (aufgrund der relativen Autonomität der Äußerungen) nicht ausgeschlossen ist.
Ein weiteres unterscheidendes Merkmal geht auf den Bezug der Äußerungen zueinander zurück. Der Dialog erhält erst durch den direkten referentiellen Bezug zur hervorgehenden Replik Bedeutung. Der Monolog dagegen zeigt relativ autonome, voneinander unabhängige Stellungnahmen auf, ein direkter Bezug ist unnötig. Obwohl jede Strophe für sich eine selbständige Einheit und Äußerung darstellt, kann aber auf Textkohärenz nicht verzichtet werden.

## Botenlieder
Eine besondere und durchaus problematische Form des Wechsels ist das Botenlied. Der Bote, der als Vermittler zwischen den Minnenden auftreten kann, kann selbst sprechen oder angesprochen werden, demnach einen Auftrag erhalten oder übermitteln, oder auch nur als Motiv auftreten (Der von Kürenberg MF 10,9 „Aller wîbe wunne, diu gêt noch megetîn. /als ich an si gesende den lieben boten mîn, […]“). In der Forschungsliteratur bietet dieser immer wieder Anlass, die Gattungsbeschreibung Wechsel zu hinterfragen. Das Auftreten eines Boten (und somit die Botenstrophe) widerspricht dem Prinzip der strophischen Rollenaufteilung nicht. In dem so genannten Botenlied muss der Bote auch nicht selbst zu Wort kommen, er fungiert als Medium der Nachricht, indem er angesprochen und instruiert wird, was er dem eigentlichen Adressaten der Nachricht mitteilen möge. In dieser Helferrolle funktioniert der Bote als Stilisierung der Distanz zwischen den Minnenden. Wird zudem die Kommunikation mit dem Boten um eine Stellungnahme des anderen Minnepartners ergänzt, liegt ein erweiterter Wechsel vor.

## Beispiel

### Dietmar von Aist:Ûf der linden obene(MF 34,3)
| mittelhochdeutsch Ûf der linden obene dâ sanc ein kleinez vogellîn. vor dem walde wart ez lût. dô huop sich aber daz herze mîn an eine stat, dâ ez ê dâ was. ich sach dâ rôsebluomen stân, die manent mich der gedanke vil, die ich hin zeiner vrouwen hân. ´Ez dunket mich wol tûsent jâr, daz ich an liebes arme lac. sunder âne mîne schulde vremedet er mich menegen tac. sît ich bluomen niht ensach noch enhôrtè der vogel sanc, sît was mir mîn vröide kurz und ouch der jâmer alzelanc.’ | Übersetzung Oben auf der Linde, da sang ein kleines Vögelein. Am Waldrand war es zu hören. Da zog es mein Herz wieder an einen Ort, an dem es früher war. Ich sah dort Rosen stehen, die erinnerten mich an die vielen Gedanken, die ich einer Frau zuwende. Es scheint mir fast tausend Jahre her, dass ich in den Armen des Geliebten lag. Ohne meine Schuld meidet er mich seit vielen Tagen. Seitdem sah ich keine Blumen mehr, noch hörte ich der Vöglein Gesang, seitdem war meine Freude gering und auch das Leid zu groß. |

#### Zum Inhalt
Das lyrische Subjekt der ersten Strophe ist nicht identisch mit dem der zweiten, die Rollenzuweisung ist eindeutig: In der ersten Strophe redet ein männlicher Sprecher, deutlich wird das erst in 1,4. Die zweite Strophe ist eine Frauenstrophe, was aus dem Pronomen er (2,2) hervorgeht, die vorangehenden liebes arme können jene des oder der Geliebten sein. Motive des Natureingangs (Linde, Vogel, Rosen) deuten auf den Sommer hin und veranlassen das lyrische Ich der ersten Strophe sich an (mindestens) ein vergangenes Liebeserlebnis zu erinnern. Es verhält sich seinem Rollenklischee entsprechend: Der Mann reflektiert das vergangene Liebesereignis distanziert. Er klagt nicht, empfindet keine Sehnsucht oder Leid, die Erinnerung wird mit positiven Motiven verknüpft (vogellîn, rosebluomen). Diese Motive kehren auch im betont sinnlichen Vokabular der Frauenstrophe wieder, doch stehen sie hier dem schmerzhaften Fernbleiben des Geliebten und somit der kurz[en] vröide und dem jâmer gegenüber. Das normierte Rollenverhalten zeigt sich auch in dieser Strophe: Der Frau kommt die Leidposition zu, sie empfindet die Erinnerung nicht als glücklich, sondern stellt dramatisch überhöht die zeitliche Distanz dar (wol tûsent jâr), welche in der Männerstrophe nur durch das ê (1,3) angedeutet wird. Interessant ist die Thematisierung ihrer Schuldlosigkeit, hierin kann ein Vorwurf an den Geliebten gesehen werden, denn der Mann wird weder als ebenso schuldlos gekennzeichnet, noch werden Gründe seines Fernbleibens erwähnt, denkbar wäre ja ein Kreuzzugsmotiv, oder die Motive der huote und merkaere. Damit scheinen sich die Erwartungen der Frau nicht zu erfüllen, welche sicher auf eine gegenseitige Liebesbeziehung zielten.
Dem Publikum erschließt sich die Situation anders: Durch die Kenntnis des vorangegangenen Monologs kann die Einseitigkeit der Liebesempfindung ausgeschlossen werden und der Widerspruch der beiden Strophen (welcher auf der Darstellungsebene besteht) aufgelöst werden.
Auffällig ist hier außerdem die Rolle des Sängers: Der Dietmar von Aist zugeschriebene Text beginnt mit dem Bild eines Vogels, welcher auf einer Linde sitzt und singt; dieses Bild auf den Sänger zu übertragen liegt nicht fern, Dietmar „vom Ast“ singt demnach eine Szene, an welcher er selbst nur als entfernter Beobachter partizipiert. Vergleichbares findet sich auch bei Walther von der Vogelweide (L 39,11); auch dort ist es nur „ein kleinez vogellîn“, welches trotz aller Heimlichkeit das Ereignis bezeugen kann.

#### Gattungszugehörigkeit
Der Text gilt als lyrischer Text, die zwei Strophen des Textes weisen einen identischen metrischen Bau auf. Auch in der Thematik stimmen sie überein. Motivresponsionen von vogellîn und bluomen zeigen die Kohärenz des Textes. Der Wechsel erscheint hier in seiner zweistrophigen Grundform. Die Strophen sind aufgeteilt in Männerstrophe und Frauenstrophe, die Äußerung jeden Sprechers umfasst die gesamte Strophe. Damit sind auch die zwei strukturellen Merkmale einer Monologreihung (nach Köhler) erfüllt.
Zur Monologizität: Die Einsamkeit des Sprechers ist gegeben. Es gibt keine (schein)-dialogische Redeweise, keine Formen der 2. Pers. Sg. (Apostrophe), keine Anrede, keine Inquit-Formeln, keine weiteren Instanzen. Auch unter den vorhandenen Personen findet kein Dialog statt, die „Rede“ des Mannes bleibt ungehört und führt so nicht zu einer „Gegenrede“ der Frau, sondern zu einer autonomen Äußerung, welche zeitlich nicht eindeutig festlegbar ist. Letztlich ist auch die räumliche Distanz, das „Meiden“ des Partners, und die unterschiedliche Sichtweise auf das vergangene Liebesereignis ein Anhaltspunkt für deren monologische Sprechhaltung.
Inhaltlich entspricht der Text auch der Wechselgattung. Liebesgefühle werden dargestellt, die verschiedenen Auffassungen der Figuren – die Klage über mangelnde Resonanz und die glückliche Erinnerung – stehen einander gegenüber. Durch die Monologizität ist auch der fiktionale Raum zum Publikum hin offen, es ist nicht bloßer Zuschauer, sondern übernimmt die Funktion des Gegenübers; der im inneren Kommunikationssystem aufgeworfene Widerspruch ist nur im äußeren auflösbar, durch den Rezipienten nämlich, so wird auch die nicht-mimetische Form deutlich. Die Vermittlung von Gefühlswerten und so die affektive Funktion besteht unzweifelbar, die differenzierte Erfahrung und Empfindung hat jedoch fast diskursiven Charakter; diskursiv ist der Text jedoch nicht, denn es fehlt wie schon dargestellt an einem direkten referentiellen Bezug zwischen den einzelnen Äußerungen/Strophen.